# SS Imo
O SS Imo foi um navio a vapor que serviu como navio de passageiros e no comércio de  mercadorias e, posteriormente, como navio de suprimento da pesca de baleias. Batizado de SS Runic, foi comprado, vendido e rebatizado várias vezes durante seu tempo de serviço. Em 1917, o Imo estava sob registro norueguês autorizado pela Comissão de Socorro da Bélgica para trazer suprimentos para a Europa devastada pela guerra.
Em 6 de dezembro, se envolveu em uma colisão no Porto de Halifax com uma embarcação de munições, o SS Mont-Blanc, carregado com uma carga cheia de explosivos altamente voláteis. O incêndio resultante a bordo do Mont Blanc causou a histórica e catastrófica Explosão de Halifax, que arrasou o distrito de Richmond no extremo norte da cidade. Embora a superestrutura do Imo tenha sido severamente danificada com a explosão, o navio foi reparado e retornou ao serviço em 1918.
Foi renomeado para Guvernøren em 1920. Encalhou próximo às  Ilhas Malvinas em 30 de novembro de 1921 e foi abandonado.

## Início
Lançado em 1889 como Runic pela White Star Line, serviu como cargueiro e navio de passageiros, projetado para transportar 12 passageiros, além de frete, principalmente gado. Foi vendido em maio de 1895 para a West Indies and Pacific Steamship Line e renomeado de Tampican. O Tampican foi transferido com o restante da frota da companhia para a Frederick Leyland & Co. em 31 de dezembro de 1899. Foi vendido em  1912 para a Southern Pacific Whaling Company servindo como navio de suprimentos para baleeiros. Renomeado de Imo pelos novos proprietários, operou no porto de Christiana, Noruega (agora Oslo).

## Explosão de Halifax
Em 1917 o Imo navegou contratado pela Comissão de Socorro na Bélgica. Sendo neutro, o SS Imo dizia em suas laterais as palavras "Belgian Relief" (Socorro Belga) para se proteger dos submarinos alemães. O Imo estava navegando em lastro (vazio) a caminho de Nova Iorque  para carregar material de socorro. O navio chegou a Halifax em 3 de dezembro para inspeção neutra e passou dois dias na Bacia de Bedford aguardando suprimentos de reabastecimento. Embora tivesse   autorização para deixar o porto em 5 de dezembro, a partida do Imo foi adiada porque sua carga de carvão não chegou até aquela tarde. O carregamento de combustível só foi completado depois que as redes anti-submarinas foram levantadas durante a noite. Portanto, a embarcação não podia levantar âncora até a manhã seguinte.
O Imo tinha uma tripulação de 39 homens comandados pelo Capitão Haakon From. Com 131 metros de comprimento mas apenas 13 metros de largura, o Imo era longo e estreito. Como estava em lastro (sem carga), sua hélice e seu leme estavam quase fora da água, dificultando sua condução. Ele era impulsionado   por um motor a vapor de expansão tripla com uma única hélice de 20 pés à direita capaz de fazer 60 rotações por minuto. Devido a esta hélice, o navio tinha um "impulso transversal", ou seja, enquanto avançava, ele desviava para a esquerda, em sentido inverso, girava para a direita. Sob tais condições, o  Imo estava em desvantagem quando navegava em águas estreitas. "Devido ao efeito combinado do impulso transversal e do comprimento e profundidade do casco, além da quilha do "SS Imo", ele era de difícil manobra".
Ao Imo foi concedida autorização para deixar a Bacia de Bedford por sinais do navio de guarda HMCS Acadia aproximadamente às 7:30 da manhã de 6 de dezembro, com o piloto William Hayes a bordo. O navio entrou no Narrows bem acima do limite de velocidade do porto, na tentativa de compensar o atraso no carregamento de sua carga. O Imo um navio americano, o SS Clara, sendo pilotado no lado errado (ocidental) do porto. Os pilotos concordaram em passar a estibordo para estibordo. Logo depois, entretanto, o Imo foi forçado a dirigir-se ainda mais para a costa de Dartmouth depois de passar o rebocador Stella Maris, que estava indo para Bedford Basin perto do meio do canal. Horatio Brannen, o capitão do Stella Maris, viu o Imo aproximando-se a uma velocidade excessiva e ordenou que seu navio se aproximasse da costa ocidental para evitar um acidente.
Este incidente forçou o Imo ainda mais em direção ao lado de Dartmouth no porto e no caminho do navio que se aproximava, o SS Mont-Blanc, uma navio de cargo francês totalmente carregado com uma carga altamente volátil de explosivos de guerra. Incapaz de "frear" seu navio por medo de um choque que dispararia sua carga explosiva, o comandante Francis Mackey ordenou que o Mont-Blanc navegasse com força a bombordo (leme para  estibordo) e cruzasse a proa do navio norueguês em uma tentativa de última hora para evitar uma colisão. Os dois navios estavam quase paralelos um ao outro, quando o "Imo" de repente enviou três sinais, indicando que o navio estava revertendo seus motores. A combinação da altura do navio (sem peso) na água e o impulso transversal de sua hélice à direita fez com que a proa do navio fosse em direção ao Mont-Blanc. Às 8:45 da manhã, os dois navios colidiram na região conhecida como "The Narrows" no Porto de Halifax.
Embora o dano no Mont Blanc não tenha sido severo, a colisão derrubou barris que se abriram e inundaram o convés com benzeno que rapidamente fluiu para o porão. Com os motores do Imo acionados, ele rapidamente se desagarrou, o que criou faíscas dentro do casco do Mont-Blanc. Estas acenderam  os vapores do benzeno. Um incêndio começou na linha de água e viajou rapidamente até o lado do navio quando o benzol foi expelido de tambores esmagados nos conveses do Mont-Blanc. O fogo rapidamente se tornou incontrolável. Cercada pela fumaça negra e espessa, e temendo que o navio explodisse quase imediatamente, o capitão ordenou que a tripulação abandonasse o navio. Às 9:04:35, o incêndio fora de controle a bordo do Mont-Blanc finalmente atingiram a carga altamente explosiva. O navio foi completamente destruído e uma poderosa onda de choque irradiou para longe da explosão a mais de 1.000 metros por segundo. Temperaturas de 5.000 Cº e pressões de milhares de atmosferas acompanharam o momento de detonação no centro da explosão.
Aproximadamente 1.950 pessoas foram mortas pelos detritos, incêndios ou prédios colapsados e foi estimado em mais de 9.000 pessoas feridas. A explosão destruiu os conveses superiores do  Imo. Três dos quatro membros da ponte aberta foram mortos: o Capitão From, o Piloto William Hayes e R. Albert Ingvald Iverson, o primeiro oficial. John Johansen, o timoneiro ficou gravemente ferido, mas sobreviveu. Mais quatro membros da tripulação também foram mortos: Harold Iverson (tripulante), Oscar Kallstrom (bombeiro), Johannes C. Kersenboom (carpinteiro) e Gustav Petersen (contramestre). A onda de choque e o tsunami que seguiram jogaram o navio para a costa de  Dartmouth.
Um inquérito foi aberto pela Wreck Commissioner que ficou a cargo da investigação das causas da colisão. Charles Jost Burchell, um proeminente advogado de Halifax, representou os proprietários do Imo. Inicialmente, a investigação manteve a tripulação do Imo inocente e colocou toda a responsabilidade pela colisão no Mont-Blanc. No entanto, após apelos à Suprema Corte do Canadá em maio de 1919 e ao Comitê Judicial do Conselho Privado (22 de março de 1920), ambos os navios foram considerados culpados por ter cometido erros de navegação e foram considerados igualmente culpados pela colisão e suas conseqüências.

## Posteriormente
O Imo foi reparado após a explosão e retornou ao serviço. Rebatizado de Guvernøren em 1920, serviu como tanque para óleo de  baleias até 30 de novembro de 1921, quando o homem encarregado do leme caiu embriagado após uma bebedeira comemorativa, não deixando ninguém ao leme.  O navio encalhou nas rochas em Cow Bay, a duas milhas de distância de Cabo Carysfort aproximadamente à 20 milhas de Porto Stanley na  Malvina Oriental. Nenhum membro da tripulação foi perdido. As tentativas de salvamento foram interrompidas em 3 de dezembro e o navio foi abandonado ao mar.

## Selo e comemoração
Em 2005, um selo foi lançado pelas Ilhas Malvinas, mostrando o Imo. O Museu Marítimo do Atlântico em Halifax, Nova Escócia tem uma exposição sobre o papel do navio na Explosão de Halifax, que também exibe alguns acessórios do Imo incluindo uma coleira do mascote do navio.
Em 6 de novembro de 2017, o Correio Canadense emitiu um selo comemorativo em referência à explosão devastadora. Lançada um mês antes do centésimo aniversário da explosão, a edição também elogia a resiliência dos haligonianos que reconstruíram sua cidade das cinzas.
O selo captura os momentos antes e depois do desastre através de elementos do passado e do presente. Como existem poucas fotos dos navios condenados pouco antes do acidente, o ilustrador local Mike Little recriou a cena com base em relatos e materiais históricos. Uma imagem da primeira página do The Halifax Herald um dia após a explosão mostra as consequências devastadoras. O selo foi desenhado por Larry Burke e Anna Stredulinsky da Burke & Burke em Halifax.